# Serie A 2008 (canoa polo maschile)
La Serie A 2008 è stata la 16ª edizione della massima serie del campionato italiano maschile di canoa polo disputato dal 1993, anno di adozione da parte della Federazione Italiana Canoa Kayak del regolamento internazionale.
Il successo nella stagione è andato al Circolo Nautico Posillipo, che ai play off ha avuto la meglio sulla Pro Scogli Chiavari.
Le due finaliste avevano terminato ai primi posti anche la fase regolare.
A.S.Mariner C.C. Roma, Canoa San Miniato, C.C. Offredi Amalfi, Soc. Canott. Trinacria sono state retrocesse in Serie A1 al termine della stagione regolare.
I play-off si sono disputati a Lerici il 13 e 14 settembre 2008.

## Squadre partecipanti
| Club                      | Città              |
| ------------------------- | ------------------ |
| A.S.Mariner C.C.          | Roma               |
| Canoa San Miniato         | San Miniato        |
| C.A. Borgata Marinara     | Lerici             |
| C.C. Offredi              | Amalfi             |
| C.N. Marina S.Nicola      | San Nicola l'Arena |
| Circolo Nautico Posillipo | Napoli             |
| CUS Bari                  | Bari               |
| Idroscalo Club            | Milano             |
| Jomar Club                | Catania            |
| Ghisamestieri Palermo     | Palermo            |
| KST 2001                  | Siracusa           |
| Pro Scogli Chiavari       | Chiavari           |
| S.C.Comunali Firenze      | Firenze            |
| Soc. Canott. Trinacria    | Palermo            |

## Stagione Regolare

### Classifica
|  |     | Classifica 2008                | Pti | G | V | N | P | GF | GS | DR |
|  | --- | ------------------------------ | --- | - | - | - | - | -- | -- | -- |
|  | 1.  | Circolo Nautico Posillipo      | 63  | - | - | - | - | -  | -  | -  |
|  | 2.  | Pro Scogli Chiavari            | 61  | - | - | - | - | -  | -  | -  |
|  | 3.  | Ghisamestieri Palermo          | 55  | - | - | - | - | -  | -  | -  |
|  | 4.  | C.Nautico Marina S.Nicola      | 52  | - | - | - | - | -  | -  | -  |
|  | 5.  | C.Arci Borgata Marinara Lerici | 40  | - | - | - | - | -  | -  | -  |
|  | 6.  | S.C.Comunali Firenze           | 40  | - | - | - | - | -  | -  | -  |
|  | 7.  | KST 2001 Siracusa              | 39  | - | - | - | - | -  | -  | -  |
|  | 8.  | Jomar Club Catania             | 23  | - | - | - | - | -  | -  | -  |
|  | 9.  | Idroscalo Club Milano          | 20  | - | - | - | - | -  | -  | -  |
|  | 10. | CUS Bari                       | 18  | - | - | - | - | -  | -  | -  |
|  | 11. | A.S. Mariner C.C. Roma         | 17  | - | - | - | - | -  | -  | -  |
|  | 12. | Canoa San Miniato              | 14  | - | - | - | - | -  | -  | -  |
|  | 13. | C.C. Offredi Amalfi            | 6   | - | - | - | - | -  | -  | -  |
|  | 14. | Soc. Canott. Trinacria         | 0   | - | - | - | - | -  | -  | -  |